# Milan Jovanović-Batut

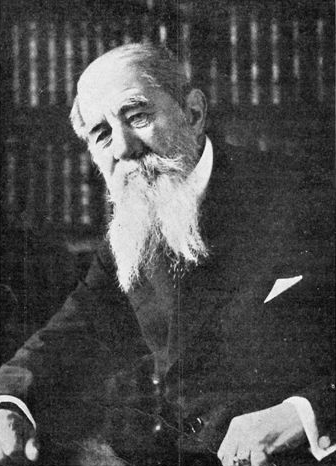
Milan Jovanović-Batut

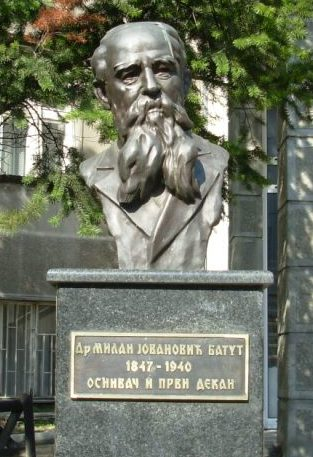
Batut-Büste vor der Medizinischen Fakultät in Belgrad, Serbien

Milan Jovanović-Batut (serbisch-kyrillisch Милан Јовановић Батут * 10. Oktober 1847 in Syrmisch Mitrowitz, Kaisertum Österreich; † 11. September 1940 in Belgrad, Königreich Jugoslawien) war ein jugoslawischer Arzt und Publizist. Nach ihm ist das Serbische Institut für öffentliche Gesundheit benannt.

## Leben
Jovanović-Batut besuchte das Gymnasium in Osijek und studierte anschließend mit krankheitsbedingten Unterbrechungen bis 1878 an der Medizinischen Fakultät der Universität Wien. Anschließend behandelte er seine Tuberkulose in Opatija. Nach einer Besserung seines Leidens wurde er Arzt in Sombor und gab dort ab 1880 die Zeitschrift Zdravlje (Gesundheit) heraus. Er wirkte auch in Cetinje, wohin er entsandt worden war, um das montenegrinische Gesundheitswesen zu organisieren, in Novi Sad und schließlich in Belgrad. Da Jovanović-Batut das bakteriologische Institut in Belgrad einrichten sollte, schickte der spätere serbische Ministerpräsident Vladan Đorđević ihn von 1882 bis 1885 auf eine Studienreise nach Deutschland und Frankreich, auf der er bei Max von Pettenkofer, Otto von Bollinger, Robert Koch, Louis Pasteur und anderen vor allem auf den Gebieten der Hygiene und Bakteriologie arbeitete. 1887 wurde er Ordinarius und 1888 Professor für Hygiene und Gerichtsmedizin an der Hohen Schule Belgrad, deren Rektor er ab 1892 war. 1894 wurde er Mitglied der k.k. Statistischen Zentralkommission. Die Serbische Medizinische Gesellschaft wählte Jovanović-Batut 1906 zu ihrem Präsidenten. Seinem Einfluss war es zu verdanken, dass das Königreich der Serben, Kroaten und Slowenen 1918 als einer der ersten Staaten Kontinentaleuropas ein Ministerium für Volksgesundheit erhielt. 1919 war er der erste Dekan der medizinischen Fakultät, für deren Gründung an der Hohen Schule und später an der Universität Belgrad er sich seit den 1890er Jahren vehement eingesetzt hatte. 1924 trat er in den Ruhestand.

## Familiäres
Jovanović-Batut war seit seinen Studententagen mit der Deutschen Barbara Jaisl verheiratet. Die Ehe blieb kinderlos.

## Ehrungen
Er war Ehrendoktor der Universitäten Belgrad (1926), Wien (1927), Zagreb (1931) und Prag (1938) sowie Träger des St.-Sava-Ordens zweiter Klasse.

## Werke
Jovanović-Batut schrieb 57 Bücher und Broschüren und verfasste Hunderte Artikel, u. a.:
- Higijena ili nauka o zdravlju – za narodne učitclje (deutsch: Die Hygiene oder die Gesundheitslehre – für Volkslehrer), 1872
- Zdravlje i napredak naše djece (deutsch: Gesundheit und Fortschritt unserer Kinder), 1877
- Pouke o čuvanju narodnog zdravlja (deutsch: Belehrung zur Erhaltung der Volksgesundheit), 1884
- Bukvica bolesti (deutsch: Büchlein der Krankheiten), 3 Bände, 1886
- Medicinski fakultet srpskog univerziteta (deutsch: Die medizinische Fakultät der serbischen Universität), 1899
- Organisation und Verhältnisse des Gesundheitswesens im Königreich Serbien, 1900
- Mati i dete (deutsch: Mutter und Kind), 1923